# Telorta
Telorta is een geslacht van vlinders van de familie Uilen (Noctuidae), uit de onderfamilie Cuculliinae.

## Soorten
- T. acuminata Butler, 1878
- T. divergens Butler, 1879
- T. edentata Leech, 1889
- T. falcipennis Boursin, 1958
- T. obscura Yoshimoto, 1987
- T. yazakii Yoshimoto, 1987